# ジョシュア・ハードマン
ジョシュア・ハードマン（Joshua Herdman、1987年9月9日-）は、イギリス、イングランドミドルセックス州ハンプトン出身の俳優。
2016年、総合格闘技のケージファイターとしてアマチュアデビューを果たした。
既婚で、息子が二人いる。

## 出演作品
- ハリー・ポッターと賢者の石
- ハリー・ポッターと秘密の部屋
- ハリー・ポッターとアズカバンの囚人
- ハリー・ポッターと炎のゴブレット
- ハリー・ポッターと不死鳥の騎士団
- ハリー・ポッターと謎のプリンス
- ハリー・ポッターと死の秘宝 PART1（2010年）
- ハリー・ポッターと死の秘宝 PART2（2011年）
- フッド: ザ・ビギニング（2018年）